# Swedish Wildcats
Swedish Wildcats är en svensk-amerikansk porrfilm från 1972 i regi av Joseph W. Sarno och med manus av Sarno och Vernon P. Becker. I rollerna ses bland andra Diana Dors, Cia Löwgren och Peder Kinberg.

## Om filmen
Inspelningen ägde rum 1971 i Sverige och Danmark med Becker som producent och Björn Lassen som fotograf. Filmen klipptes ihop av Ingemar Ejve och premiärvisades 1972. Filmen har aldrig visat på biografer i Sverige.

## Rollista
- Diana Dors – Margareta Engstrom, bordellvärd
- Cia Löwgren – Susanna, "Natasha Bergman"
- Peder Kinberg – Peter Borg
- Solveig Andersson – Karin, Susannas syster
- Ib Mossin – Gerhard Jensen
- John Harryson – Mykonos, grekisk skeppsredare och bordellkund
- Christina Lindberg – Helga, bordellflicka
- Urban Standar	– Dmitri, man på bordellen
- Egil Holmsen – greve Saraghetti
- Claes Thelander – poliskommissarien
- Alan Lake – Orestes, Mykonos livvakt
- Sven Olof Erikson	Ahmed, bordellkund
- Jan Rohde	– Lennart Hanson
- Poul Glargaard – Poul
- Marie-Louise Fors – Bibi, bordellflicka
- Britten Larsson – Lisa, bordellflicka
- Jeanette Swensson – Barbro, bordellflicka
- Samira Wale – magdansösen

Ej krediterade
- Jack Frank – man på bordellen
- Kim Frank – kvinna på bordellen

### Fotnoter
1. 1 2  ”Swedish Wildcats”. Svensk Filmdatabas. http://sfi.se/sv/svensk-filmdatabas/Item/?itemid=4938&type=MOVIE&iv=Basic&ref=/templates/SwedishFilmSearchResult.aspx?id%3d1225%26epslanguage%3dsv%26searchword%3dswedish+wildcats%26type%3dMovieTitle%26match%3dBegin%26page%3d1%26prom%3dFalse. Läst 29 april 2013.